# Hadim
Hadim é um distrito (em turco:  ilçeler) da província de Cônia que faz parte da região de Anatólia Central da Turquia. Em 2009 a sua população era de 14 953 habitantes, dos quais 3 280 moravam na cidade.